# دون سونديرلاج
دون سونديرلاج (بالإنجليزية: Don Sunderlage)‏ مواليد 20 ديسمبر 1929 في روسلي - الوفاة 15 يوليو 1961، كان لاعب كرة سلة أمريكي. بدأ مسيرته الاحترافية في سنة 1953. تم اختياره من قبل فريق غولدن ستايت ووريورز خلال الدرافت. بلغ طوله 6 قدم 1 بوصة (1.9 م). اعتزل اللعب في 1955. لعب مع أتلانتا هوكس ولوس أنجلوس ليكرز.

## روابط خارجية
- دون سونديرلاج على موقع إن بي أي (الإنجليزية)
- دون سونديرلاج على موقع سبورتس رفرنس (الإنجليزية)
- دون سونديرلاج على موقع كلية كرة السلة في سبورتس رفرنس.كوم (الإنجليزية)
- دون سونديرلاج على موقع ريلجم (الإنجليزية)
- دون سونديرلاج على موقع بروبوليرز (الإنجليزية)